# Дон Жуан (опера)
«Дон Жуан, или Наказанный развратник» (KV 527, итал. Don Giovanni ossia Il dissoluto punito) — опера Вольфганга Амадея Моцарта в двух действиях, 10 картинах, на либретто Лоренцо да Понте по пьесе Антонио де Саморы.
Премьера состоялась 29 октября 1787 года в Сословном театре в Праге.

## История создания

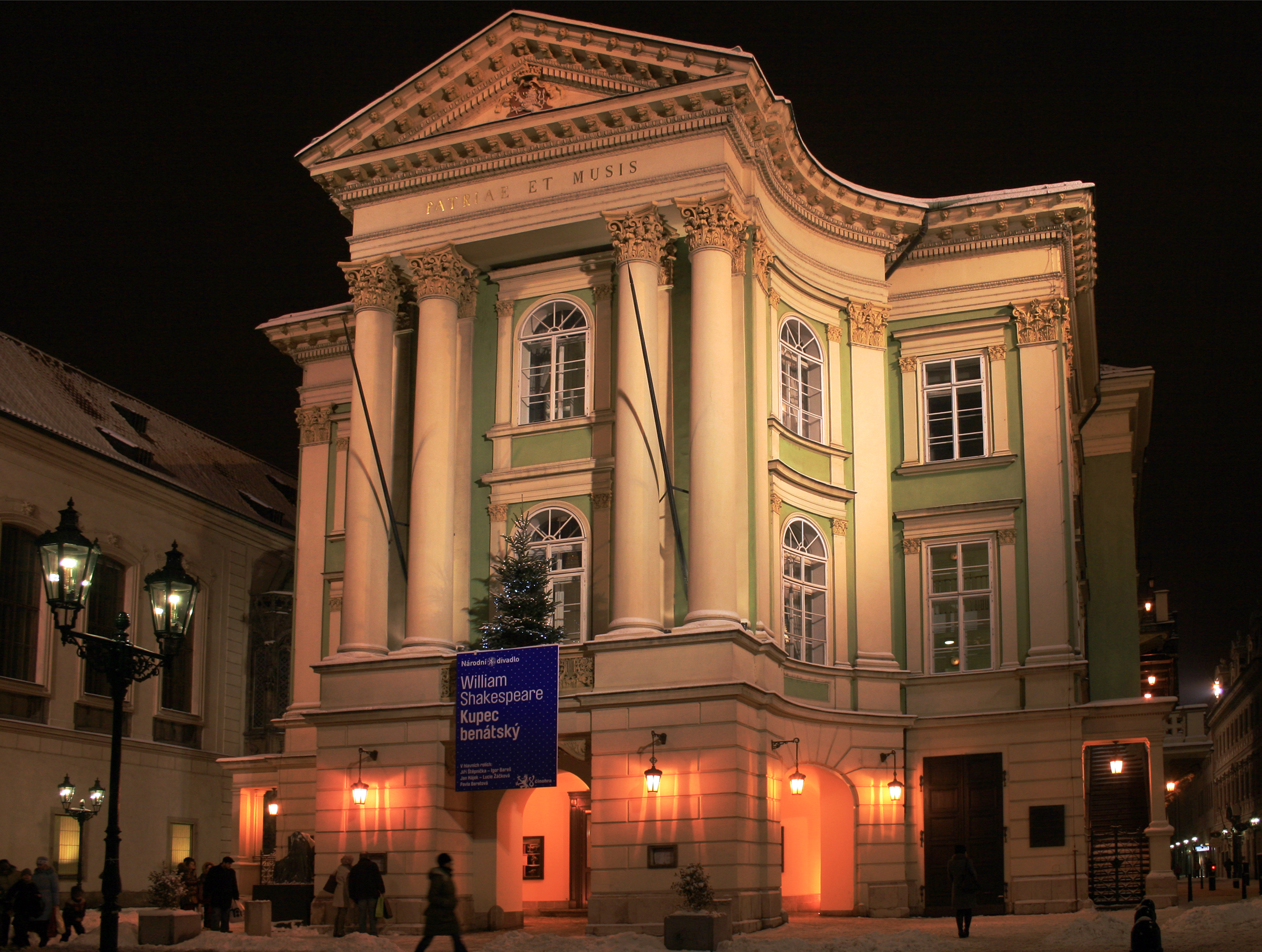
Сословный театр в Праге

После успеха «Свадьбы Фигаро», в феврале 1787 года Моцарт подписал контракт с театральным предпринимателем Паскуале Бондини на сочинение новой оперы для пражского театра. Моцарт и да Понте работали легко, и премьера прошла, по выражению самого Моцарта, «с самым громким успехом».
Существует не подтверждённая документально легенда, что во время работы над оперой Моцарт и да Понте встречались в Праге с Казановой, и тот служил им консультантом.

## Премьера
Премьера состоялась в Праге 29 октября 1787 года. Сначала она была назначена на 14 октября, но певцы недоучили партии, а сам Моцарт дописывал последние страницы партитуры буквально накануне премьеры, так что музыканты получили ноты прямо перед выходом на сцену.
В премьере принимали участие Луиджи Басси (Дон Жуан), Джузеппе Лолли (Командор, Мазетто), Тереза Сапорити (донна Анна), Антонио Бальони (дон Оттавио), Катарина Мичелли (Донна Эльвира), Феличе Понциани (Лепорелло), Катерина Бондини (Церлина).
Премьера в Вене состоялась 7 мая 1788 года. Для спектакля в Вене были дописаны две арии и один дуэт; заключительный ансамбль не исполнялся, и опера заканчивалась смертью Дона Жуана.
В премьере принимали участие Франческо Альбертарелли (Дон Жуан), Франческо Бузани (Командор и Мазетто), Алоизия Вебер (донна Анна), Франческо Морелла (дон Оттавио), Катерина Кавальери (донна Эльвира), Франческо Бенуччи (Лепорелло), Луиза Момбелли (Церлина).

## Действующие лица
- Дон Жуан (бас/баритон), молодой дворянин, крайне развратный
- Командор (бас)
- Донна Анна (сопрано), его дочь, невеста дона Оттавио
- Дон Оттавио (тенор)
- Донна Эльвира (сопрано), дама из Бургоса, покинутая Доном Жуаном
- Лепорелло (бас), слуга Дона Жуана
- Церлина[2] (сопрано/меццо-сопрано), крестьянка
- Мазетто (бас), жених Церлины

## Либретто
Образ Дон Жуана впервые появляется в пьесе Тирсо де Молины «Севильский обольститель, или Каменный гость». Однако основой для либретто послужила опера «Дон Жуан» Джованни Гаццаниги на либретто Джованни Бертати, поставленная в Венеции 5 февраля 1787 года, и пьеса «Мщение из гроба» Антонио де Саморы (конец XVII века).
Итальянец да Понте почтил упоминанием в либретто своё любимое альпийское вино Marzimino и свой любимый сыр Giuncata.

## Краткое содержание

### Первое действие
Ночной скандал в доме Командора: неизвестный в маске проник в покои его дочери — донны Анны. Пытавшийся защитить её честь Командор убит. Этот неизвестный — Дон Жуан, бесстыдный развратник, скрывающийся под личиной благородного сеньора. На помощь Командору спешит жених Анны дон Оттавио, но он приходит слишком поздно. Донна Анна и дон Оттавио клянутся отомстить.
Дон Жуан приметил новую жертву — таинственную незнакомку, чьё лицо скрыто под вуалью. Таинственной незнакомкой оказывается донна Эльвира, которую Дон Жуан соблазнил, назвал своей женой, а через три дня сбежал. Ему удаётся сбежать и сейчас. За Дона Жуана ответ приходится держать его слуге Лепорелло.
Возвращаясь в замок, Дон Жуан встречает деревенскую свадьбу, где ему очень приглянулась невеста Церлина. Отослав её жениха, Дон Жуан сразу предлагает Церлине пройти в расположенную неподалёку беседку и там «пожениться». Лишь вмешательство подоспевшей донны Эльвиры спасает девушку. Тут же появляются донна Анна и дон Оттавио. Они просят Дона Жуана помочь им в их мести, но неожиданно Анна узнаёт в Доне Жуане убийцу отца. Донна Анна, донна Эльвира и дон Оттавио устремляются за Доном Жуаном в его замок. Церлина просит у своего жениха Мазетто прощения. Мазетто не может устоять перед обаянием подруги, но обещает расправиться с коварным соблазнителем.
В замке всё готово к празднику. Множество людей в масках, крестьян и крестьянок. Дон Жуан вновь пытается увести Церлину, но она зовёт на помощь, и перед Доном Жуаном оказываются все мстители: донна Анна с доном Оттавио, донна Эльвира, Мазетто. Со шпагой в руках Дон Жуан скрывается.

### Второе действие
Лепорелло не хочет больше служить Дону Жуану, и лишь увесистый кошелёк с деньгами способен удержать его. А Дон Жуан уже ищет новых приключений. Он хочет соблазнить служанку донны Эльвиры, для чего меняется одеждой с Лепорелло. Внезапно появившаяся донна Эльвира чуть не испортила все планы, но Лепорелло так умело подражает голосу хозяина, что донна Эльвира и не догадалась, что уходит вместе с Лепорелло. В поисках Дона Жуана приходит Мазетто в сопровождении банды крестьян. Они принимают Дона Жуана за Лепорелло. Он одурачивает крестьян и избивает Мазетто. Церлина утешает жениха.
А Лепорелло пытается улизнуть от донны Эльвиры, но попадает в руки мстителей. Лепорелло раскрывает обман, но тогда все грехи Дона Жуана приписывают Лепорелло. Ему едва удаётся спастись.
Лепорелло и Дон Жуан встречаются на кладбище. Дон Жуан смеётся над приключениями Лепорелло, но замогильный голос грозит Дону Жуану скорой смертью. Дон Жуан узнаёт статую Командора и приглашает её на ужин. Статуя соглашается, Дон Жуан и Лепорелло в страхе покидают кладбище.
Дон Оттавио торопит донну Анну со свадьбой, но Анна просит отложить её, пока не свершится месть.
Донна Эльвира в последний раз умоляет Дона Жуана опомниться и вернуться к праведной жизни, но он смеётся над ней. Донна Эльвира в гневе уходит, но едва покинув зал, кричит от ужаса и падает в беспамятстве. В зале появляется статуя Командора. Она призывает Дона Жуана к раскаянию, но тот с дерзостью отказывается. Огонь охватывает зал, и фурии утаскивают Дона Жуана в ад.
Все остальные предостерегают зрителя — вот что ждёт всех развратников.

## Состав оркестра
Партитура Моцарта включает:
- 2 флейты, 2 гобоя, 2 кларнета, 2 фагота;
- 2 валторны, 2 трубы, 3 тромбона;
- мандолину;
- литавры;
- струнные.

Бассо континуо:
- клавесин и виолончель.

## Музыкальные номера
Увертюра
Акт 1

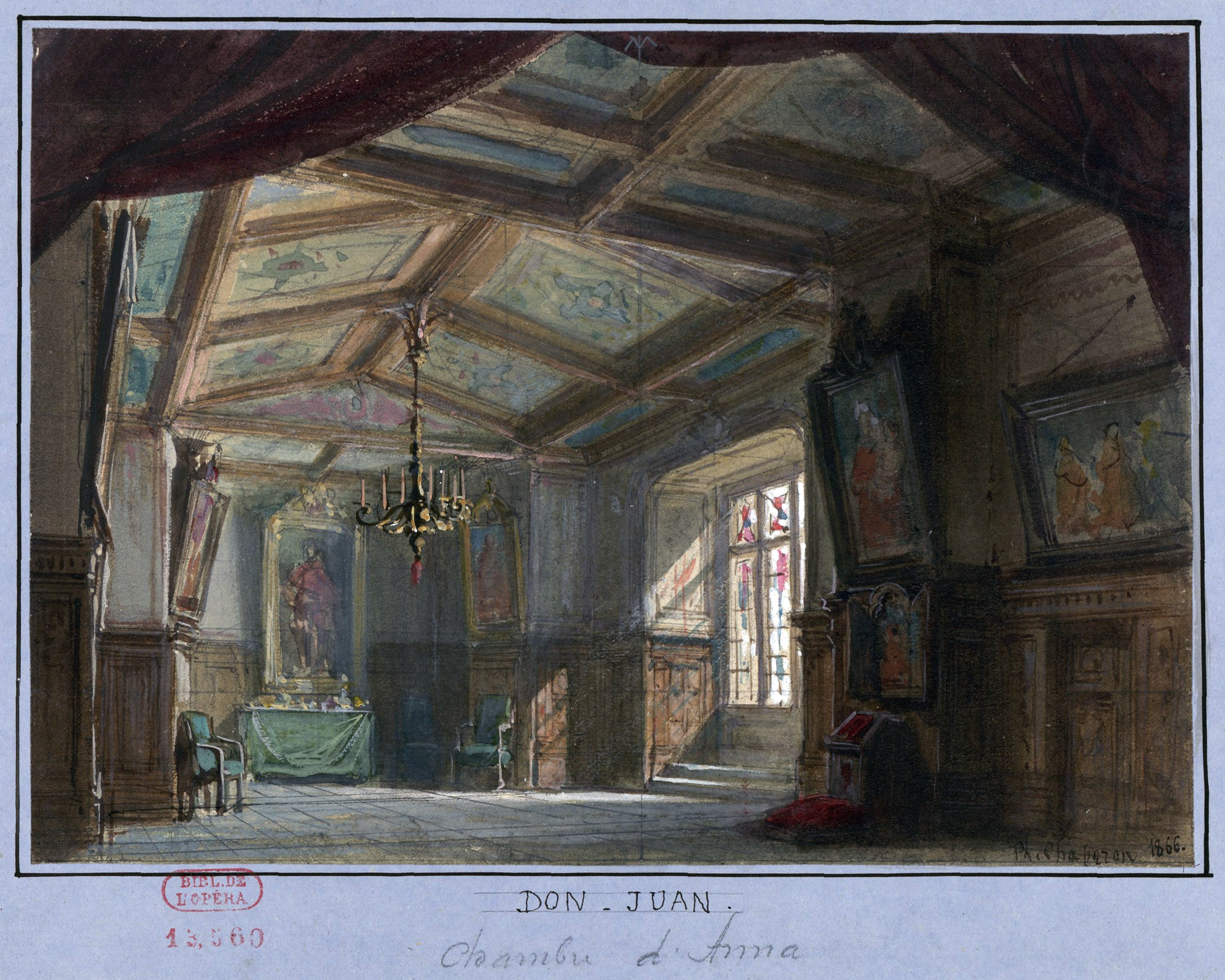
Эскиз декораций, подготовленный Ф. Шапероном к парижской постановке «Дон Жуана» в 1866 году

- N. 1 Интродукция Notte e giorno faticar (Лепорелло, донна Анна, Дон Жуан, Командор)
- N. 2 Речитатив Ma qual mai s’offre, oh Dei и дуэт Fuggi, crudele, fuggi (донна Анна, дон Оттавио)
- N. 3 Ария Ah chi mi dice mai (донна Эльвира с Дон Жуаном и Лепорелло)
- N. 4 Ария Madamina, il catalogo è questo (Лепорелло)
- N. 5 Хор Giovinette che fate all’amore (Церлина, Мазетто, хор крестьян и крестьянок)
- N. 6 Ария Ho capito, signor sì (Мазетто)
- N. 7 Дуэттино Là ci darem la mano (Церлина, Дон Жуан)
- N. 8 Ария Ah fuggi il traditor (донна Эльвира)
- N. 9 Квартет Non ti fidar, o misera (донна Анна, донна Эльвира, дон Оттавио, Дон Жуан)
- N. 10 Речитатив Don Ottavio, son morta! (донна Анна, дон Оттавио) и
  - Ария Or sai chi l’onore (донна Анна)
- N. 11 Ария Fin ch’han dal vino (Дон Жуан)[3]
- N. 12 Ария Batti, batti, o bel Masetto (Церлина)
- N. 13 Финал Presto presto pria ch’ei venga (донна Анна, донна Эльвира, Церлина, дон Оттавио, Дон Жуан, Лепорелло, Мазетто, хор слуг)

Акт 2
- N. 14 Дуэт Eh via buffone (Дон Жуан, Лепорелло)
- N. 15 Терцет Ah taci, ingiusto core (донна Эльвира, Дон Жуан, Лепорелло)
- N. 16 Канцонетта (серенада) Deh, vieni alla finestra (Дон Жуан)
- N. 17 Ария Metà di voi qua vadano (Дон Жуан)
- N. 18 Ария Vedrai carino (Церлина)
- N. 19 Секстет Sola sola, in buio loco (донна Анна, Церлина, донна Эльвира, дон Оттавио, Лепорелло, Мазетто)
- N. 20 Ария Ah pietà, signori miei (Лепорелло)
- N. 21 Ария Il mio tesoro intanto (дон Оттавио)
- N. 22 Дуэт O statua gentilissima (Дон Жуан, Лепорелло, [Командор])[4]
- N. 23 Речитатив Ah no, mio bene! и
  - Рондо Crudele!.. Non mi dir, bell’idol mio (донна Анна)
- N. 24 Финал Già le mensa è preparata (донна Эльвира, Дон Жуан, Командор, Лепорелло, хор из подземелья)
  - Последняя сцена Ah! Dove è il perfido (донна Анна, донна Эльвира, Церлина, дон Оттавио, Командор, Лепорелло, Мазетто)[5]

### Номера, сочинённые для венской премьеры
- N. 10a Ария Dalla sua pace (дон Оттавио) KV 540a
- N. 21a Дуэт Per queste tue manine (Церлина, Лепорелло) KV 540b
- N. 21b Речитатив In quali eccessi, o Numi и
  - Ария Mi tradì quell’alma ingrata (донна Эльвира) KV 540c

## Критические отзывы и оценки
Обстоятельный комментарий к опере и к её отдельным сценам содержится в ранней новелле Э. Т. А. Гофмана «Дон Жуан» (хотя рассказчик и прибавляет к либретто некоторые несуществующие сцены).

…Моцарт — гений сильный, многосторонний, глубокий — устарел только своими формами инструментальной музыки; в области оперы он не имеет до сих пор ни одного соперника. Оркестровка его, в сравнении с берлиозовской или мейерберовской, разумеется, жидка; его арии несколько растянуты и подчас грешат угодливостью виртуозным прихотям певцов; стиль его, пожалуй, отзывается чопорностью нравов его времени, но вместе с тем оперы его, и «Дон Жуан» в особенности, преисполнены высочайших красот, полных драматической правды моментов; мелодии его как-то особенно обаятельно изящны; гармония — роскошно богата, хотя и проста. Но, кроме всего этого, Моцарт был неподражаемым мастером в отношении музыкальной драматической характеристики, и ни один композитор, кроме него, не создавал ещё таких до конца выдержанных, глубоко и правдиво задуманных музыкальных типов, как Дон Жуан, Донна Анна, Лепорелло, Церлина… В ансамблях, в сценах, где развивается драматическое движение пьесы, он дал недосягаемые образцы музыкального творчества. В особенности полны глубокого трагизма все сцены, где является Донна Анна, эта гордая, страстная, мстительная испанка.

Раздирающие крики и стоны её над трупом убитого отца, её ужас и жажда отмщения в сцене, где она встречается с виновником своего несчастия — всё это передано Моцартом с такой захватывающей силой, что под стать к нему по глубине производимого впечатления разве только лучшие сцены Шекспира. В противоположность к мрачному облику Донны Анны, сколько грации, непосредственного чувства вложил Моцарт в свою Церлину! Как мастерски, как цельно вылился у него Лепорелло, в самых разнообразных ситуациях! Наконец, сколько блеска, чувственной красоты, увлекательной весёлости в партии самого Дон Жуана!

…В числе наиболее выдающихся мест оперы укажу на финал первого действия, на сцену у могилы командора, секстет в сцене, где переодетого Лепорелло принимают за Дон Жуана, и, наконец, на знаменитую сцену появления статуи Командора, где так изумительно переданы грозные речи привидения, борьба скептического Дон Жуана с ужасом, возбуждаемым неожиданным гостем, и оторопелый страх труса Лепорелло… Если есть опера, которую можно назвать первой между всеми, то, не обинуясь, я отдал бы это первенство «Дон Жуану». Независимо от большего или меньшего соблюдения музыкально-драматической правды, не касаясь иных анахронизмов (например, менуэт на испанском народном празднике) и некоторых других промахов… в «Дон Жуане» столько красоты, столько богатейшего музыкального материала, что его хватило бы на дюжину наших современных опер, авторы коих, гоняясь за реализмом, правдивостью, верностью декламации, забывают в своём наивном донкихотстве, что первейшее условие всякого художественного произведения — красота.

## Постановки в России

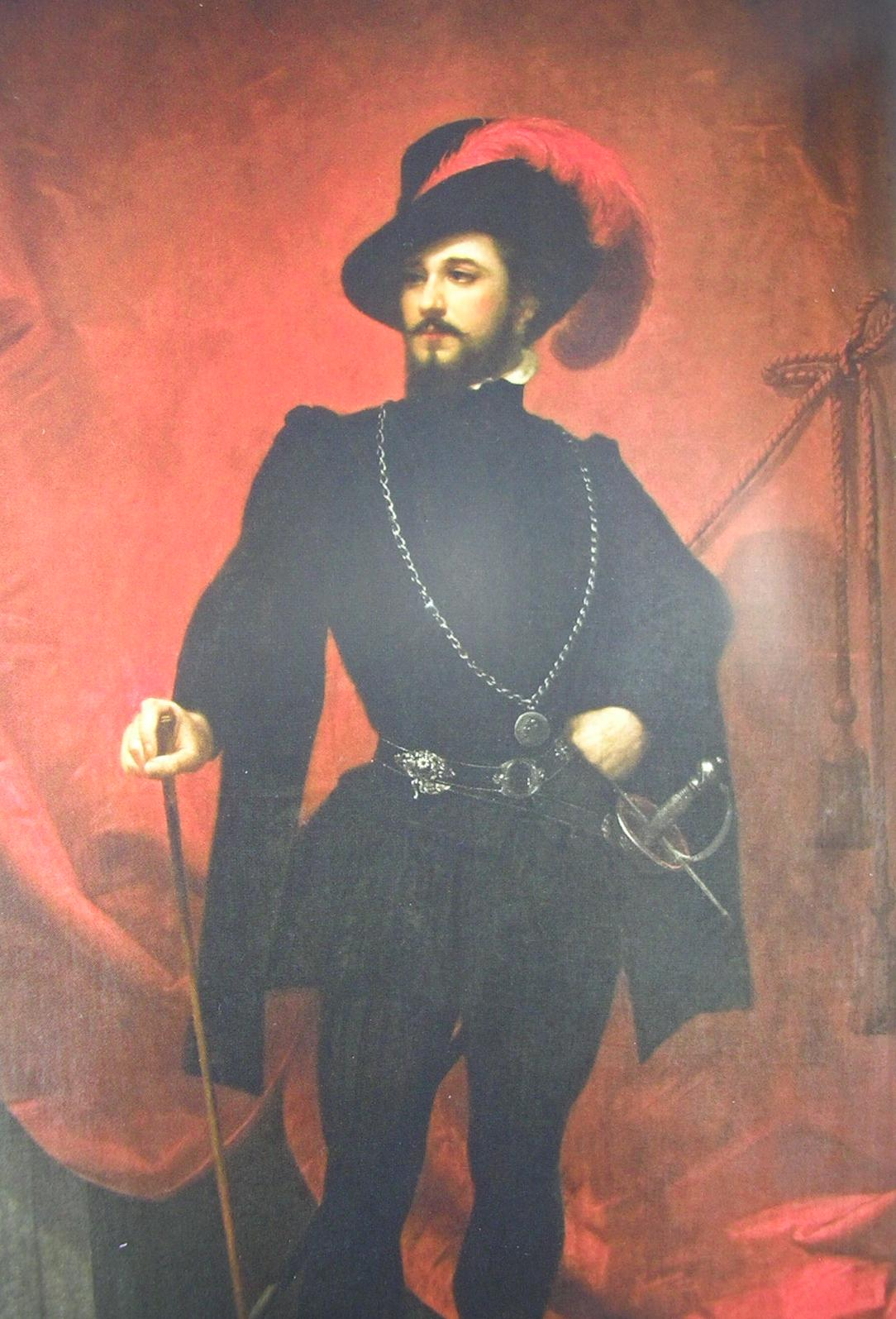
Джованни Марио в роли Дон Жуана. Портрет из коллекции СПбГК имени Н. А. Римского-Корсакова

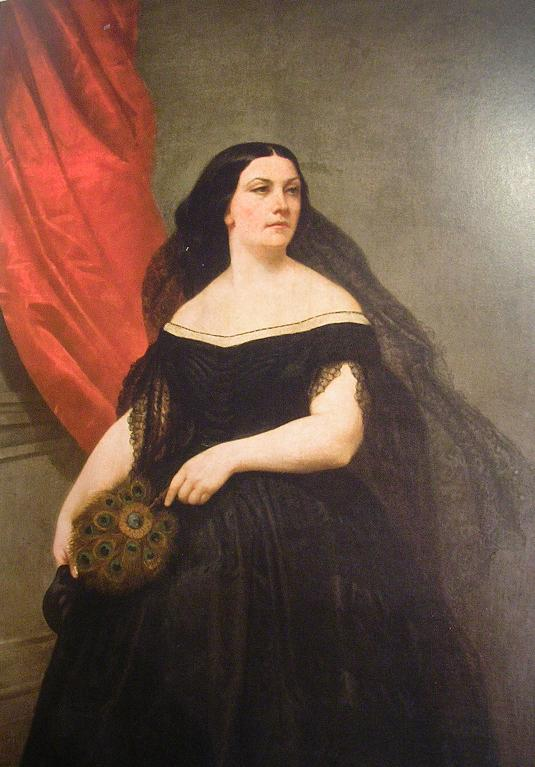
Джулия Гризи в роли донны Анны. Портрет из коллекции СПбГК имени Н. А. Римского-Корсакова

В России впервые опера была поставлена 21 апреля 1828 года в петербургском Большом театре (перевод с итальянского Шеллера, декорации Антонио Каноппи и Кондратьева; Дон Жуан — Василий Самойлов, Командор — Сергей Байков, донна Анна — Александра Иванова, донна Эльвира — Мария Шелихова, дон Оттавио — Матвей Шувалов, Лепорелло — Гуляев, Церлина — Нимфодора Семёнова, Мазетто — Николай Дюр).
В 1834—1845 годах ставилась в России в немецкой опере, в 1843-м — на казённой итальянской сцене с участием Полины Виардо (Церлина), Антонио Тамбурини (Дон Жуан), Джованни Рубини (дон Оттавио).
Премьера в Большом театре в Москве состоялась 30 января 1839 года.
1864 год — на русской сцене — в Петербурге, Русская опера.
В 1872 и 1898 годах ставилась в Мариинском театре (Дон Жуан — Иван Мельников, Богомир Корсов, Яковлев, Иоаким Тартаков; донна Анна — Юлия Платонова, Александра Меньшикова, Ефросиния Куза, Медея Фигнер; донна Эльвира — Вильгельмина Рааб, Александра Рунге; Церлина — Левицкая, Аделина Больска, Александра Крутикова; дон Оттавио — Раппопорт, Иван Ершов, Митрофан Чупрынников; Командор — Петров, Константин Серебряков, Владимир Майборода, Давыдов; Лепорелло — Осип Палечек, Дмитрий Бухтояров).
1882 год — Большой театр, Москва (Дон Жуан — Богомир Корсов, Павел Хохлов; донна Анна — Мария Дейша-Сионицкая, Надежда Салина; дон Оттавио — Антон Барцал; Лепорелло — Василий Тютюнник; Церлина — Мария Климентова)
1913 год — Оперный театр Зимина (режиссёр Пётр Оленин, донна Анна — Нина Кошиц, художник Пётр Кончаловский).
При советской власти впервые — 11 октября 1924 года, Ленинградский театр оперы и балета: дирижёр Самуил Самосуд, режиссёр Петров, художник Александр Головин; Дон Жуан — Ольховский, донна Анна — Кузнецова, донна Эльвира — Ада Кобзарева, Лепорелло — Павел Журавленко, Церлина — Розалия Горская, Мазетто — Глеб Серебровский, дон Оттавио — Григорий Большаков).
1946 год — Оперная студия Московской консерватории.
1950 год — филиал Большого театра, Москва (дирижёр Василий Небольсин, режиссёр Шарашидзе, художник Л. Н. Силич, балетмейстер Цаплин, хормейстер Шумский; Дон Жуан — Селиванов; донна Анна — Татьяна Талахадзе, Покровская; донна Эльвира — Чубенко; Лепорелло — Тютюнник, Николай Щегольков; Церлина — Ирина Масленникова, Мария Звездина).
1956 год — возобновление в Театре оперы и балета имени Кирова, Ленинград (дирижёр Сергей Ельцин, режиссёр Эммануил Каплан, художник Симон Вирсаладзе, балетмейстер Анисимова).
1959 год — Оперная студия Музыкально-педагогического института имени Гнесиных, Москва (дирижёр Олег Агарков, режиссёр Георгий Ансимов).
1999 год — Мариинский театр (музыкальный руководитель — Валерий Гергиев, режиссёр — Йоханнес Шкаф, художник — Ральф Колтай). Премьера постановки: 28 ноября 1999 года. Дирижеры — Валерий Гергиев, Кристиан Кнапп; Дон Жуан — Евгений Никитин, Владислав Куприянов; Лепорелло — Ильдар Абдразаков, Михаил Колелишвили; Донна Анна — Анна Нетребко, Ирина Джиоева, Оксана Шилова, Антонина Весенина; Донна Эльвира — Татьяна Павловская, Анжелика Минасова; Дон Оттавио — Александр Михайлов, Александр Тимченко; Командор — Геннадий Беззубенков; Церлина — Ирина Матаева, Людмила Дудинова, Анна Денисова; Мазетто — Михаил Петренко, Эдуард Цанга, Юрий Воробьёв).
2016 год — Воронежский Государственный театр оперы и балета, премьера 17 сентября 2016 (дирижёр — Андрей Огиевский, режиссёр — Михаил Бычков)
2021 год — Оперно-драматическая студия Ивана Поповски. (дирижёр — Айрат Кашаев, Григорий Королёв, режиссёр — Иван Рябенко).

## Избранная дискография
- Бруно Вальтер (1937): Эцио Пинца (Дон Жуан), Вирджинио Лаццари (Лепорелло), Дино Борджоли (дон Оттавио), Карл Эттль (Мазетто), Герберт Ольсен (командор), Элизабет Ретберг (донна Анна), Луиза Хелецгрубер (донна Эльвира), Маргит Бокор (Церлина).
- Курт Зандерлинг (1948): Владимир Захаров (Дон Жуан), Георгий Абрамов (Лепорелло), Лев Ашкенази (дон Оттавио), Алексей Королёв (Мазетто), Геннадий Троицкий (командор), Наталья Рождественская (донна Анна), Вера Львова (донна Эльвира), Зоя Муратова (Церлина).
- Вильгельм Фуртвенглер (1954): Чезаре Сьепи (Дон Жуан), Отто Эдельман (Лепорелло), Антон Дермота (дон Оттавио), Вальтер Берри (Мазетто), Дежё Эрнстер (командор), Элизабет Грюммер (донна Анна), Элизабет Шварцкопф (донна Эльвира), Эрна Бергер (Церлина).
- Йозеф Крипс (1955): Дон Жуан — Чезаре Сьепи, донна Анна — Сюзанна Данко, донна Эльвира — Лиза дела Каза, дон Оттавио — Антон Дермота, Церлина — Хильда Гюден, Мазетто — Уолтер Берри, Лепорелло — Фернандо Корена, хор Венской государственной оперы, Венский филармонический оркестр.
- Ференц Фричай (1958): Дитрих Фишер-Дискау (Дон Жуан), Карл Кон (Лепорелло), Эрнст Хефлигер (дон Оттавио), Иван Сарди (Мазетто), Вальтер Креппель (командор), Сена Юринац (донна Анна), Мария Штадер (донна Эльвира), Ирмгард Зефрид (Церлина).
- Карло Мария Джулини (1970): Николай Гяуров (Дон Жуан), Сесто Брускантини (Лепорелло), Альфредо Краус (дон Оттавио), Вальтер Монакези (Мазетто), Димитр Петков (командор), Гундула Яновиц (донна Анна), Сена Юринац (донна Эльвира), Оливера Милякович (Церлина).
- Клаудио Аббадо (1990): Руджеро Раймонди (Дон Жуан), Лучио Галло (Лепорелло), Ханс Петер Блохвиц (дон Оттавио), Карлос Шоссон (Мазетто), Анатолий Кочерга (Командор), Шерил Стьюдер (Донна Анна), Карита Маттила (донна Эльвира), Мари Маклафлин (Церлина).
- Георг Шолти (1996): Брин Тервель (Дон Жуан), Микеле Пертузи (Лепорелло), Герберт Липперт (дон Оттавио), Роберто Скальтрити (Мазетто), Марио Лупери (Командор), Рене Флеминг (донна Анна), Энн Мюррей (донна Эльвира), Моника Гроп (Церлина).
- Рене Якобс (2007) Йоханнес Вайсер (Дон Жуан), Лоренцо Регаццо (Лепорелло), Александрина Пендачанска (донна Эльвира), Ольга Пасичник (донна Анна), Кеннет Тарвер (дон Оттавио), Сан Хэ Им (Церлина), Николай Борщёв (Мазетто), Алессандро Гуэрцони (командор).

## Видеозаписи
- 2011, 29 октября. Дирижёр — Фабио Луизи. Режиссёр — Майкл Грандадж. Донна Анна — Марина Ребека. Донна Эльвира — Барбара Фриттоли (англ. Barbara Frittoli). Церлина — Мойца Эрдманн (нем. Mojca Erdmann). Дон Оттавио — Рамон Варгас. Дон Жуан — Мариуш Квечень. Лепорелло — Лука Писарони (итал. Luca Pisaroni). Оркестр и хор Метрополитен-оперы[8].

## Экранизации
- 1960 — «Дон Жуан» (Италия), в главных ролях — Марио Петри (Дон Жуан), Тереза Стич-Ренделл (донна Анна), Сесто Брускантини (Лепорелло).
- 1979 — «Дон Жуан» (Франция — ФРГ — Италия), реж. Джозеф Лоузи, в главных ролях — Руджеро Раймонди, Кири Те Канава, Жозе ван Дам, Тереза Берганса.
- 1987 — «Дон Жуан», реж. Йонас Вайткус, музыкальный руководитель и дирижёр Саулюс Сондецкис, в главных ролях: Виргиния Кельмелите, Владимир Епископосян, Микк Микивер, Аудроне Пашконите, Янис Спруогис, Повилас Будрис, Валерий Светлов, Элеонора Коризнайте, Григорий Гладий; вокальные партии — Любовь Казарновская, Анатолий Сафиулин, Иоланта Чюрилайте, Владимир Прудников, Янис Спруогис, Арвидас Маркаускас, Наталья Герасимова.
- 2002 — «Дон Жуан: месть Лепорелло» (Канада), реж. Барбара Уиллис Суит, в ролях: Дмитрий Хворостовский, Гэри Релье, Майкл Кольвин, Кристина Сабо, Доминик Лабель. Canadian Opera Company Orchestra.

## В астрономии
В честь героини оперы Церлины назван астероид (531) Церлина, открытый в 1904 году немецким астрономом Максом Вольфом в Гейдельбергской обсерватории.